# Hexatoma laetipes
Hexatoma laetipes är en tvåvingeart som beskrevs av Alexander 1955. Hexatoma laetipes ingår i släktet Hexatoma och familjen småharkrankar.
Artens utbredningsområde är Madagaskar. Inga underarter finns listade i Catalogue of Life.